# Meijin 2019
Il Meijin 2019 è stata la 44ª edizione del torneo goistico giapponese Meijin.

## Qualificazioni
|  | Quarti di finale | Quarti di finale | Quarti di finale |              |               | Semifinali    | Semifinali | Semifinali |  |  | Finale | Finale | Finale |  |
|  |                  |                  |                  |              |               |               |            |            |  |  |        |        |        |  |
|  | Mitsuhisa Yukawa | Mitsuhisa Yukawa | 0                |              |               |               |            |            |  |  |        |        |        |  |
|  | Mitsuhisa Yukawa | Mitsuhisa Yukawa | 0                |              |               |               |            |            |  |  |        |        |        |  |
|  | Yuta Mutsuura    | Yuta Mutsuura    | 1                |              |               |               |            |            |  |  |        |        |        |  |
|  | Yuta Mutsuura    | Yuta Mutsuura    | 1                |              | Yuta Mutsuura | Yuta Mutsuura | 1          |            |  |  |        |        |        |  |
|  |                  |                  |                  |              | Yuta Mutsuura | Yuta Mutsuura | 1          |            |  |  |        |        |        |  |
|  |                  |                  | Ryo Ichiriki     | Ryo Ichiriki | 0             |               |            |            |  |  |        |        |        |  |
|  | Ryo Ichiriki     | Ryo Ichiriki     | Ryo Ichiriki     | Ryo Ichiriki | 0             | 1             |            |            |  |  |        |        |        |  |
|  | Ryo Ichiriki     | Ryo Ichiriki     |                  |              |               |               |            |            |  |  |        |        |        |  |
|  | Yoshihiro Koike  | Yoshihiro Koike  | 0                |              |               |               |            |            |  |  |        |        |        |  |
|  | Yoshihiro Koike  | Yoshihiro Koike  | 0                |              | Yuta Mutsuura | Yuta Mutsuura | 1          |            |  |  |        |        |        |  |
|  |                  |                  |                  |              |               |               |            |            |  |  |        |        |        |  |
|  |                  |                  | Iso Ko           | Iso Ko       | 0             |               |            |            |  |  |        |        |        |  |
|  | Kotaro Seki      | Kotaro Seki      | Iso Ko           | Iso Ko       | 0             | 1             |            |            |  |  |        |        |        |  |
|  | Kotaro Seki      | Kotaro Seki      |                  |              |               |               |            |            |  |  |        |        |        |  |
|  | Tetsuya Kiyonari | Tetsuya Kiyonari | 0                |              |               |               |            |            |  |  |        |        |        |  |
|  | Tetsuya Kiyonari | Tetsuya Kiyonari | 0                |              | Kotaro Seki   | Kotaro Seki   | 0          |            |  |  |        |        |        |  |
|  |                  |                  |                  |              | Kotaro Seki   | Kotaro Seki   | 0          |            |  |  |        |        |        |  |
|  |                  |                  | Iso Ko           | Iso Ko       | 1             |               |            |            |  |  |        |        |        |  |
|  | Iso Ko           | Iso Ko           | Iso Ko           | Iso Ko       | 1             | 1             |            |            |  |  |        |        |        |  |
|  | Iso Ko           | Iso Ko           |                  |              |               |               |            |            |  |  |        |        |        |  |
|  | Hiroki Muramatsu | Hiroki Muramatsu | 0                |              |               |               |            |            |  |  |        |        |        |  |

|  | Quarti di finale | Quarti di finale | Quarti di finale |             |                | Semifinali     | Semifinali | Semifinali |  |  | Finale | Finale | Finale |  |
|  |                  |                  |                  |             |                |                |            |            |  |  |        |        |        |  |
|  | Hideki Takano    | Hideki Takano    | 0                |             |                |                |            |            |  |  |        |        |        |  |
|  | Hideki Takano    | Hideki Takano    | 0                |             |                |                |            |            |  |  |        |        |        |  |
|  | Shuya Fujii      | Shuya Fujii      | 1                |             |                |                |            |            |  |  |        |        |        |  |
|  | Shuya Fujii      | Shuya Fujii      | 1                |             | Shuya Fujii    | Shuya Fujii    | 1          |            |  |  |        |        |        |  |
|  |                  |                  |                  |             | Shuya Fujii    | Shuya Fujii    | 1          |            |  |  |        |        |        |  |
|  |                  |                  | Atsushi Ida      | Atsushi Ida | 0              |                |            |            |  |  |        |        |        |  |
|  | Atsushi Ida      | Atsushi Ida      | Atsushi Ida      | Atsushi Ida | 0              | 1              |            |            |  |  |        |        |        |  |
|  | Atsushi Ida      | Atsushi Ida      |                  |             |                |                |            |            |  |  |        |        |        |  |
|  | Atsushi Kato     | Atsushi Kato     | 0                |             |                |                |            |            |  |  |        |        |        |  |
|  | Atsushi Kato     | Atsushi Kato     | 0                |             | Shuya Fujii    | Shuya Fujii    | 0          |            |  |  |        |        |        |  |
|  |                  |                  |                  |             |                |                |            |            |  |  |        |        |        |  |
|  |                  |                  | Makoto Son       | Makoto Son  | 1              |                |            |            |  |  |        |        |        |  |
|  | Hideo Kanazawa   | Hideo Kanazawa   | Makoto Son       | Makoto Son  | 1              | 1              |            |            |  |  |        |        |        |  |
|  | Hideo Kanazawa   | Hideo Kanazawa   |                  |             |                |                |            |            |  |  |        |        |        |  |
|  | Chito Yo         | Chito Yo         | 0                |             |                |                |            |            |  |  |        |        |        |  |
|  | Chito Yo         | Chito Yo         | 0                |             | Hideo Kanazawa | Hideo Kanazawa | 0          |            |  |  |        |        |        |  |
|  |                  |                  |                  |             | Hideo Kanazawa | Hideo Kanazawa | 0          |            |  |  |        |        |        |  |
|  |                  |                  | Makoto Son       | Makoto Son  | 1              |                |            |            |  |  |        |        |        |  |
|  | Makoto Son       | Makoto Son       | Makoto Son       | Makoto Son  | 1              | 1              |            |            |  |  |        |        |        |  |
|  | Makoto Son       | Makoto Son       |                  |             |                |                |            |            |  |  |        |        |        |  |
|  | Yu Zhengqi       | Yu Zhengqi       | 0                |             |                |                |            |            |  |  |        |        |        |  |

|  | Quarti di finale | Quarti di finale | Quarti di finale |               |                | Semifinali     | Semifinali | Semifinali |  |  | Finale | Finale | Finale |  |
|  |                  |                  |                  |               |                |                |            |            |  |  |        |        |        |  |
|  | Katsuya Motoki   | Katsuya Motoki   | 1                |               |                |                |            |            |  |  |        |        |        |  |
|  | Katsuya Motoki   | Katsuya Motoki   | 1                |               |                |                |            |            |  |  |        |        |        |  |
|  | Masaki Ogata     | Masaki Ogata     | 0                |               |                |                |            |            |  |  |        |        |        |  |
|  | Masaki Ogata     | Masaki Ogata     | 0                |               | Katsuya Motoki | Katsuya Motoki | 0          |            |  |  |        |        |        |  |
|  |                  |                  |                  |               | Katsuya Motoki | Katsuya Motoki | 0          |            |  |  |        |        |        |  |
|  |                  |                  | Shinji Suzuki    | Shinji Suzuki | 1              |                |            |            |  |  |        |        |        |  |
|  | Hon Seisen       | Hon Seisen       | Shinji Suzuki    | Shinji Suzuki | 1              | 0              |            |            |  |  |        |        |        |  |
|  | Hon Seisen       | Hon Seisen       |                  |               |                |                |            |            |  |  |        |        |        |  |
|  | Shinji Suzuki    | Shinji Suzuki    | 1                |               |                |                |            |            |  |  |        |        |        |  |
|  | Shinji Suzuki    | Shinji Suzuki    | 1                |               | Shinji Suzuki  | Shinji Suzuki  | 1          |            |  |  |        |        |        |  |
|  |                  |                  |                  |               |                |                |            |            |  |  |        |        |        |  |
|  |                  |                  | Tatsuya Shida    | Tatsuya Shida | 0              |                |            |            |  |  |        |        |        |  |
|  | Hideyuki Sakai   | Hideyuki Sakai   | Tatsuya Shida    | Tatsuya Shida | 0              | 0              |            |            |  |  |        |        |        |  |
|  | Hideyuki Sakai   | Hideyuki Sakai   |                  |               |                |                |            |            |  |  |        |        |        |  |
|  | Tatsuya Shida    | Tatsuya Shida    | 1                |               |                |                |            |            |  |  |        |        |        |  |
|  | Tatsuya Shida    | Tatsuya Shida    | 1                |               | Tatsuya Shida  | Tatsuya Shida  | 1          |            |  |  |        |        |        |  |
|  |                  |                  |                  |               | Tatsuya Shida  | Tatsuya Shida  | 1          |            |  |  |        |        |        |  |
|  |                  |                  | Shinji Takao     | Shinji Takao  | 0              |                |            |            |  |  |        |        |        |  |
|  | Shinji Takao     | Shinji Takao     | Shinji Takao     | Shinji Takao  | 0              | 1              |            |            |  |  |        |        |        |  |
|  | Shinji Takao     | Shinji Takao     |                  |               |                |                |            |            |  |  |        |        |        |  |
|  | Cho Riyu         | Cho Riyu         | 0                |               |                |                |            |            |  |  |        |        |        |  |

## Torneo
- W indica vittoria col bianco
- B indica vittoria col nero
- X indica la sconfitta
- +R indica che la partita si è conclusa per abbandono
- +N indica lo scarto dei punti a fine partita
- +F indica la vittoria per forfeit
- +? indica una vittoria con scarto sconosciuto
- V indica una vittoria in cui non si conosce scarto e colore del giocatore

| Giocatore        | Y.I.  | T.S. | K.Y.  | R.K. | N.H. | D.M.  | S.S.  | M.S.  | Y.M. | Risultato | Note                    |
| ---------------- | ----- | ---- | ----- | ---- | ---- | ----- | ----- | ----- | ---- | --------- | ----------------------- |
| Yūta Iyama       | –     | X    | W+R   | B+R  | X    | B+R   | X     | B+R   | W+R  | 5-3       |                         |
| Toramaru Shibano | W+1,5 | –    | B+R   | X    | X    | W+2,5 | B+R   | W+R   | B+R  | 6-2       | Qualificato alla finale |
| Keigo Yamashita  | X     | X    | –     | X    | X    | B+R   | W+3,5 | B+R   | W+R  | 4-4       |                         |
| Rin Kono         | X     | B+R  | W+3,5 | –    | B+R  | W+2,5 | B+R   | X     | B+R  | 6-2       |                         |
| Naoki Hane       | B+R   | W+R  | B+0,5 | X    | –    | X     | W+2,5 | X     | W+R  | 5-3       |                         |
| Daisuke Murakawa | X     | X    | X     | X    | W+R  | –     | B+R   | W+R   | X    | 3-5       |                         |
| Shinji Suzuki    | B+0,5 | X    | X     | X    | X    | X     | –     | B+3,5 | X    | 2-6       | Retrocesso              |
| Makoto Son       | X     | X    | X     | B+R  | W+R  | X     | X     | –     | X    | 2-6       | Retrocesso              |
| Yūta Mutsuura    | X     | X    | X     | X    | X    | W+R   | B+4,5 | W+R   | –    | 3-5       | Retrocesso              |

Toramaru Shibano e Rin Kono hanno totalizzato entrambi 6 vittorie. In questa edizione in caso di parità di punti era stato previsto un playoff che fu vinto da Toramaru Shibano (B+0,5).

## Finale
La finale è stata una sfida al meglio delle sette partite. 